# Xã Mountrail, Quận Mountrail, Bắc Dakota
Xã Mountrail (tiếng Anh: Mountrail Township) là một xã thuộc quận Mountrail, tiểu bang Bắc Dakota, Hoa Kỳ. Năm 2010, dân số của xã này là 28 người.